# Rudnik pri Radomljah
Rudnik pri Radomljah – wieś w Słowenii, w gminie Kamnik. W 2018 roku liczyła 79 mieszkańców.